# Deinopsis illinoisensis
Deinopsis illinoisensis är en skalbaggsart som beskrevs av Jan Klimaszewski 1979. Deinopsis illinoisensis ingår i släktet Deinopsis och familjen kortvingar. Inga underarter finns listade i Catalogue of Life.